# Slight Side
Slight Side är en bergstopp i Storbritannien.   Den ligger i grevskapet Cumbria och riksdelen England, i den centrala delen av landet, 400 km nordväst om huvudstaden London. Toppen på Slight Side är 748 meter över havet. Slight Side ingår i Cumbrian Mountains.
Terrängen runt Slight Side är huvudsakligen kuperad. Runt Slight Side är det ganska tätbefolkat, med 60 invånare per kvadratkilometer. Närmaste större samhälle är Ambleside, 16,7 km öster om Slight Side. Omgivningarna runt Slight Side är en mosaik av jordbruksmark och naturlig växtlighet.